# 안토니누스와 파우스티나 신전

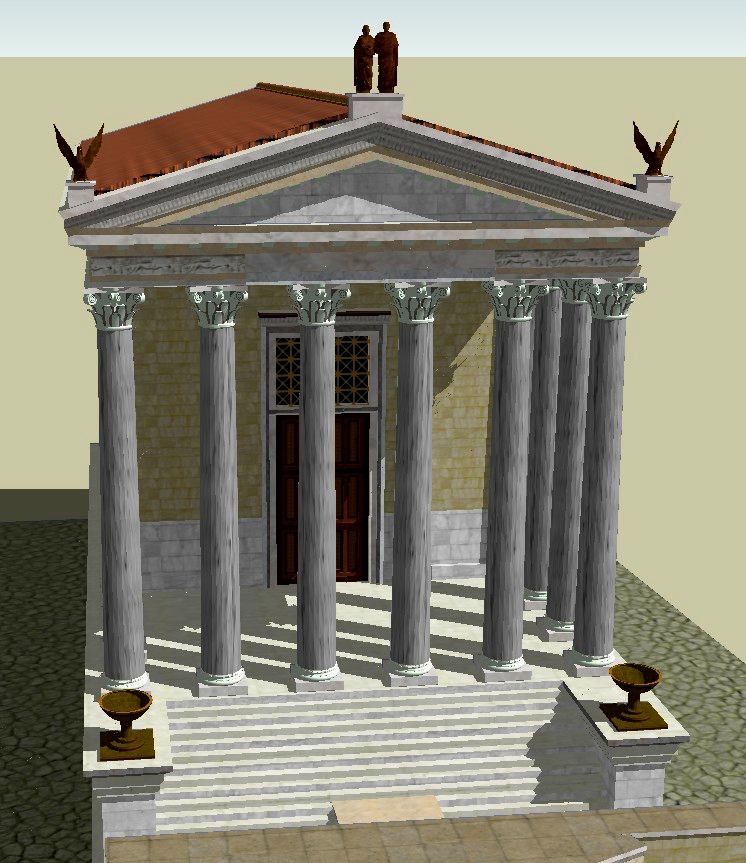
안토니누스와 파우스티나 신전

안토니누스와 파우스티나 신전은 고대 로마의 포룸 로마눔, 비아 사크라에 세워져 있던 로마의 신전이다. 이후 로마 가톨릭교회 성당으로 용도가 전환되었고, 산 로렌초 인 미란다 성당(San Lorenzo in Miranda)이라는 이름으로 사용되었다.

## 신전
안토니누스와 파우스티나 신전은 141년에 안토니누스 피우스 황제에 의하여 건설되었다. 본디 자신의 사별한 아내였던 파우스티나 황후에게 바쳐진 신전으로, 파우스티나 황후는 이로 인하여 포룸 로마눔에 이름이 남겨진 첫 황후로 역사에 남게 되었다. 안토니누스 피우스 황제가 161년에 죽어 신격화되자, 그의 후임자인 마르쿠스 아우렐리우스가 이 신전을 안토니누스 황제와 파우스티나 황후에게 공동으로 헌사하여 기념하였다.
신전은 사각형의 응회암 바위들을 깎아 쌓아올린 높은 기단 위에 세워져 있다. 앞의 계단에는 2개의 청동판이 붙어있었는데, 그 청동판에는 "Divo Antonino et Divae Faustinae Ex S.C."이라고 새겨져 있었다. 한국어로 해석하면 "원로원이 신성하신 안토니누스 피우스 황제와 신성하신 파우스티나 황후께,"라는 의미가 된다. 주랑 현관에 세워져 있는 8개의 코린토스식 기둥들은 각각 높이가 약 17m였으며, 코니스 아래에 새겨져 있던 프레이제에는 그리핀, 촛대, 두루마리 등이 풍부한 양각으로 조각되어 있었다. 이 조각들은 19세기에도 여러 예술가들이 본따 그리고는 하였다. 이 신전은 본디 비아 사크라에서 울타리로 분리되어 있었으며, 신전 안에는 거대한 파우스티나 황후와 안토니누스 황제의 좌상이 안치되어 있었다. 이 조각상들의 일부가 이후 신전의 앞 뜰 유적에서 발굴되었다.

## 성당
안토니누스와 피우스 성당은 대략 7세기경에 로마 가톨릭 성당으로 개조되었다. 다만 이 출처가 11세기에 편찬된 '미라빌리아 우르비스 로마에'라는 역사서 한 권에만 나와있기에 연구가 추가적으로 필요한 상황이다. 당시 이 신전의 자리는 성 라우렌시오가 로마의 탄압으로 순교한 곳으로 알려져 있던 곳이었다.

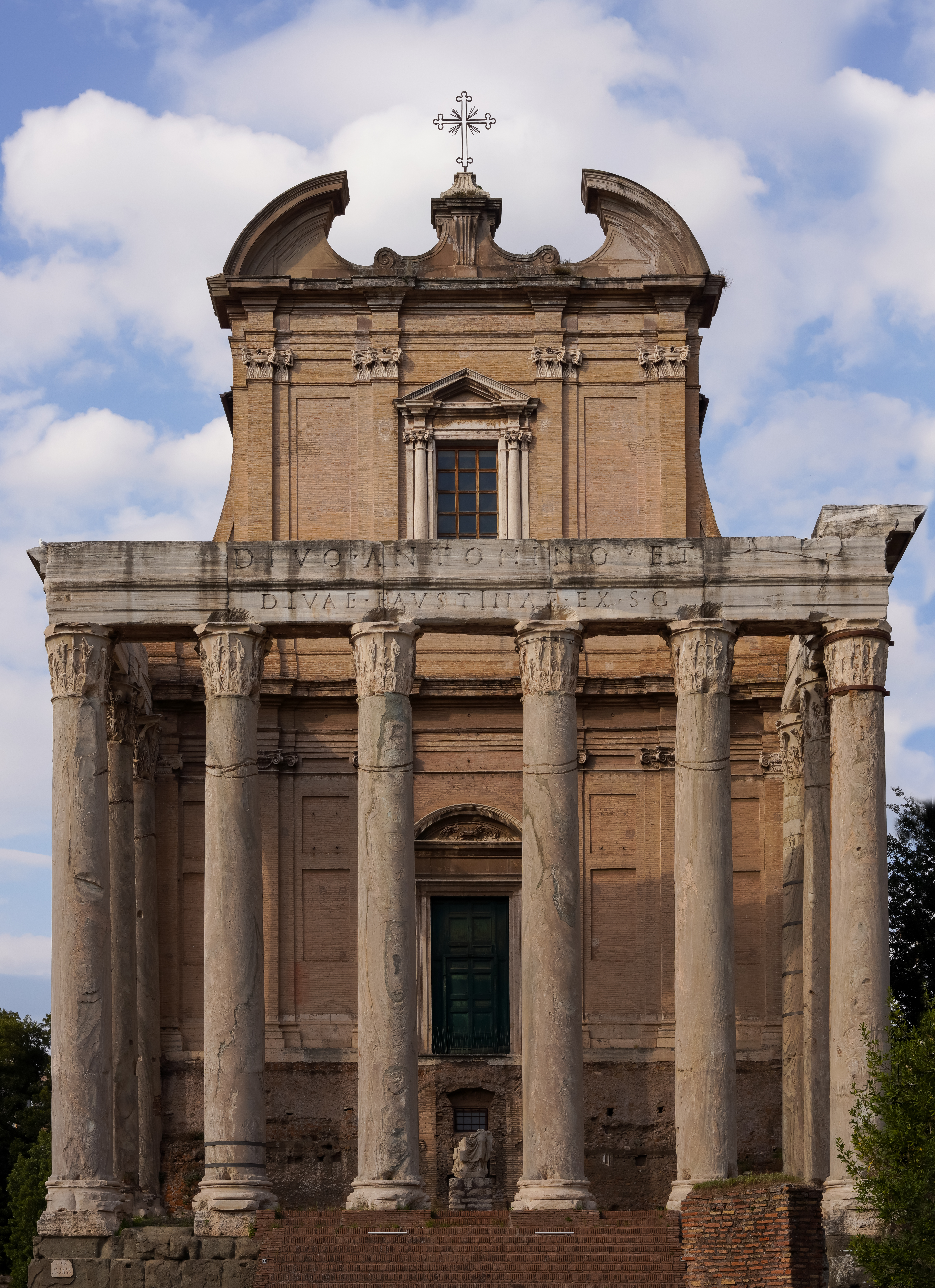
산 로렌초 미란다 성당

가톨릭 사제들은 이 신전을 자신들의 입맛에 맞추어 기독교화하였고, 포룸 로마눔의 다른 건물들이 겪었던 여러 풍파들로부터 이 건물만은 지켜내었다. 다만 그들마저도 모든 손상들을 완벽하게 막지는 못하였는데, 가장 대표적으로 신전의 앞뜰은 모두 백색 대리석으로 보도가 덮여있고 광이 나있었으나, 이들은 모두 이후 뜯겨나갔다. 기둥들에 파여있는 깊은 홈들은 중세 시대에 만들어진 것으로 추정되는데, 아마도 새 건물들을 짓기 위하여 기둥들을 뜯어가려 하거나 이교도의 신전이라는 이유로 파괴하려 시도했을 가능성도 있다. 다만 이 홈들을 이용하여 주랑에 일시적인 지붕을 만들어 올리려 하였을 수도 있다. 중세 시대에 포룸 로마눔 쪽으로 계단들이 만들어졌으나, 현재는 시간이 흐르며 지반이 높아져, 흙이 이 계단 쪽에 6m가량 높이 쌓이며 이 계단을 통해서는 안으로 들어갈 수 없다. 교회 앞부분에 대한 발굴 작업은 1546년, 1810년, 그리고 1876년에 대대적으로 이루어졌다.
1429년이나 1430년 즈음에, 교황 마르티노 5세가 이 성당을 '화학자들과 약학자들의 대학'에게 주었고, 이 때에는 '유니버시타스 아로마토리움'이라고 불리기도 하였다. 현재에도 이 대학은 여전히 이 성당의 일부를 사용하고 있고, 작은 박물관이 딸려있어 유명한 예술가 라파엘로가 서명한 약 영수증도 볼 수 있다. 성당 양 편에 채플이 세워졌는데, 일반적으로 찾아볼 수 있는 동쪽 후진이 이 성당에는 건축적 조화성을 위하여 만들어지지 않았다.
성당은 1536년에 신성로마제국의 카를 5세가 방문하는 것을 맞이하기 위하여 고대 로마의 건물을 복원한다는 의미에서 약간 보수되었다. 현재의 성당은 1602년에 켈라가 설치되었으며, 1개의 신랑과 3개의 보조 채플들이 딸려 있다. 제단에는 피에트로 다 코르토나가 1646년에 그린 '성 라우렌시오의 순교'가 걸려있다.